# Black Magic Woman
"Black Magic Woman" là sáng tác của nhạc sĩ người Anh Peter Green, trở thành đĩa đơn của ban nhạc Fleetwood Mac vào năm 1968, được ban nhạc đưa vào nhiều album sau này của họ như English Rose (US), The Pious Bird of Good Omen (UK) và Vintage Years. Tuy nhiên, ca khúc chỉ trở thành bản hit toàn cầu khi được ban nhạc Santana cùng ca sĩ Gregg Rolie hát lại vào năm 1970, và được đưa vào album nổi tiếng Abraxas của ban nhạc trên.
"Black Magic Woman" cũng từng được cựu thành viên của Fleetwood Mac là Bob Welch hát lại trong album His Fleetwood Mac Years and Beyond, Vol. 2. (2006).

## Ấn bản của Fleetwood Mac
Peter Green từng trả lời phỏng vấn rằng "Black Magic Woman" được lấy cảm hứng từ ca khúc "All Your Love" của Otis Rush. Bản thu của Fleetwood Mac chỉ có được vị trí 37 tại UK Singles Chart và không thường xuyên xuất hiện trong các buổi diễn trực tiếp của ban nhạc. Sau khi Green chia tay nhóm vào năm 1970, ca khúc này đôi lúc được trình bày bởi Danny Kirwan.

## Ấn bản của Santana
Năm 1970, ban nhạc Santana thu âm "Black Magic Woman" làm phần nối tiếp của ca khúc "Gypsy's Queen" (sáng tác Gábor Szabó), pha trộn nhạc jazz, dân ca Hungary với những giai điệu Latin. Ca khúc gần như ngay lập tức được coi là giai điệu thương phẩm của Santana và đạt vị trí quán quân tại Billboard Hot 100 vào tháng 1 năm 1971. Album Abraxas cũng đứng đầu tại hàng loạt quốc gia và đạt chứng chỉ 4x Bạch kim vào năm 1986.
Ấn bản này vẫn theo cấu trúc sáng tác của Peter Green, tuy nhiên thay vì chọn giọng D trưởng, Santana thu âm ca khúc hạ giọng ở D7 với việc sử dụng âm giai Dōrieus và âm giai Aeolian. Họ cũng hòa trộn các phong cách blues, rock, jazz, thanh la nhịp 3/2 của Cuba, và vòng rải âm của âm nhạc Latin. Ngoài ra còn có thể kể tới các nhạc cụ gõ như conga, timbales cùng nhạc cụ keyboard, góp phần tạo nên sắc thái hoàn toàn khác biệt so với ấn bản gốc. Độ dài phát thanh của ca khúc này là 3:15 phút (radio edit), còn trong nhiều phiên bản thu âm khác, độ dài tối da là 8:56.